# ماریو آبرانته
ماریو آبرانته (اسپانیایی: Mario Abrante‎؛ زادهٔ ۲ فوریهٔ ۱۹۸۲) بازیکن فوتبال اهل اسپانیا است که در پست دفاع میانی بازی ‌می‌کرد.

## تیم ملی
وی همچنین در تیم‌های ملی فوتبال زیر ۱۶ سال اسپانیا، زیر ۱۷ سال اسپانیا، زیر ۱۸ سال اسپانیا، و زیر ۲۱ سال اسپانیا بازی کرده‌است. 